# Leptopelis aubryioides
Espèce
Synonymes
- Hylambates rufus var. aubryioides Andersson, 1907
- Leptopelis omissus Amiet, 1992 "1991"

Leptopelis aubryioides est une espèce d'amphibiens de la famille des Arthroleptidae.

## Répartition
Cette espèce se rencontre dans le sud-est du Nigeria, au Cameroun, au Gabon et au Congo-Brazzaville.
Sa présence est incertaine en Guinée équatoriale, au Congo-Kinshasa et au Cabinda.

## Description
Les mâles mesurent de 29 à 36 mm et les femelles de 38 à 43 mm.

## Publication originale
- Andersson, 1907 : Verzeichnis einer Batrachiersammlung von Bibundi bei Kamerun des Naturhistorischen Museums zu Wiesbaden. Jahrbücher des Nassauischen Vereins für Naturkunde, vol. 60, p. 228-245 (texte intégral).